# Láska v hrobě
Láska v hrobě je český dokumentární film režiséra Davida Vondráčka a kameramana Jana Kadeřábka z roku 2011. Má formu tzv. časosběrného dokumentu, který zachycuje soužití dvou bezdomovců, bývalé prostitutky Jany a nezaměstnaného zedníka Jana, žijících spolu s dalšími na bývalém evangelickém hřbitově v Praze-Strašnicích. V roce 2012 film získal cenu Zlatý ledňáček za nejlepší dokumentární film na plzeňském festivalu Finále a cenu za nejlepší zahraničním dokument na festivalu nezávislého filmu RIFF v Římě. V roce 2013 tvůrci filmu získali cenu Trilobit a cenu za nejlepší dokument na Cenách české filmové kritiky i na Českých lvech.

## Recenze
- Mirka Spáčilová, iDNES.cz
- František Fuka, FFFilm